# Антіалкід I
Антіалкід I Нікефор (Переможний) (дав.-гр. Ἀντιαλκίδας ὁ Νικηφόρος; д/н — бл. 95 до н. е.) — індо-грецький цар у Паропамісадах та Арахозії у 115 до н. е.—95 до н. е. роках.

## Життєпис
Походив з династії Євкратидів. Ймовірно, був нащадком греко-бактрійського царя Геліокла I. За невідомих обставин став царем приблизно у 115 році до н. е. Нумізматичний аналіз дав змогу припустити, що був співправителем царя Лісія I, оскільки останній на монетах зображено на аверсі, а Антіалкіда I на реверсі. Також є самостійні монети із зображенням слона.
Також є згадка про Антіалкіда I встовпі Геолідора, який був послом індо-грецького царя до Бхагабхадри, володаря з династії Шуньга. тут стверджується, що Антіалкід I був прихильником бога Вішну.
На період правління Антіалкіда I припадає підьйом греко-буддійського мистецтва. Помер між 110 та 95 роками до н. е. Наслідував, напевне, Поликсен. Але згодом владу перейняв син Геліокл II.